# غونزالو أجا
غونزالو أجا (بالإسبانية: Gonzalo Aja)‏ هو دراج إسباني، ولد في 13 يوليو 1946 في Matienzo ‏ في إسبانيا.

## وصلات خارجية
- غونزالو أجا على موقع أرشيف الدراجات (الإنجليزية)
- غونزالو أجا على موقع إحصائيات الدراجات الإحترافية (الإنجليزية)
- غونزالو أجا على موقع CycleBase (الإنجليزية)